# Lagoa dos Gatos
Lagoa dos Gatos là một đô thị thuộc bang Pernambuco, Brasil. Đô thị này có diện tích 189,22 km², dân số năm 2007 là 16278 người, mật độ 86,03 người/km².